# Токийска история
„Токийска история“ (на японски: 東京物語) е японски драматичен филм от 1953 година на режисьора Ясуджиро Озу.
Сценарият, написан от Ясуджиро Озу и Кого Нода, разказва историята на възрастна двойка, която пътува до Токио, за да посети своите вече пораснали деца. Филмът противопоставя поведението на техните деца, прекалено заети с проблемите си, за да обърнат внимание на своите родители, с отношението към тях на овдовялата им снаха. Главните роли се изпълняват от Чишу Рю, Чиеко Хигашияма, Сецуко Хара.